# Przęsławice (powiat grójecki)
Przęsławice – wieś sołecka w Polsce położona nad Jeziorką w województwie mazowieckim, w powiecie grójeckim, w gminie Pniewy. Ludność: 170 mieszkańców. Leży nad Jeziorką dopływem Wisły.
W latach 1975–1998 miejscowość należała administracyjnie do województwa radomskiego.
We wsi znajdują się ruiny starego młyna z 1890 r., zniszczony XIX-wieczny dwór murowany z gankiem na dwóch kolumnach toskańskich oraz pozostałości po parku krajobrazowym. Ostatnim właścicielem majątku w Przęsławicach (ok. 126 ha) był Mieczysław Derwiński (1906–1981) s. Józefa. Majątek ten odkupił w 1942 r. od Zofii Kadenowej, wdowy po znanym polskim historyku i aforyście Henryku Ferdynandzie Kadenie (1871–1932)]. W jednym z opuszczonych budynków dawnego GS-u mieści się dyskoteka. We wsi brak ośrodków przemysłu.